# João Souto Soares
João Souto Soares (Rio de Contas, 22 de agosto de 1912 - Salvador, 11 de agosto de 1952), foi um médico, pecuarista e político brasileiro, tendo sido um dos principais profissionais de medicina que atuou na primeira metade do século XX na Chapada Diamantina.

## Biografia
Nasceu em Rio de Contas, filho de Brício Ribeiro Soares e de Laura Souto Soares.
Ele era descendente do latifundiário João Batista Ribeiro Soares, irmão do também latifundiário e chefe político Manuel Ribeiro Soares, fundador da cidade de Baixa Grande e seu primeiro intendente (prefeito).
Tendo cursado o ensino primário em sua cidade natal, cursaria o ensino secundário em Salvador, vindo a se graduar em medicina pela Faculdade de Medicina da Bahia, atualmente pertencente à Universidade Federal da Bahia.
Casou-se com Margarida Corte Soares, tendo os filhos Maria Laura Soares, Ângelo Carlos Soares e Sônia Margarida Soares .
Na primeira metade do século XX, ele atuou como médico em diversas localidades da Chapada Diamantina, tendo se estabelecido principalmente na cidade de Palmeiras, onde foi secretário municipal e delegado escolar.
Durante os anos 1930, foi filiado à Ação Integralista Brasileira (AIB), organização brasileira de inspiração nazifascista, tendo sido o delegado do partido integralista representando o município de Palmeiras.
Com a dissolução da AIB ainda no Estado Novo de Getúlio Vargas, João Souto Soares ingressaria no Partido Social Democrático (PSD), agremiação pela qual ganharia a projeção política como parlamentar estadual.
Participou da assembléia constituinte estadual de 1946, tendo sido eleito suplente de deputado estadual pelo Partido Social Democrático, quando exerceu o mandato em diversas ocasiões em razão de afastamentos eventuais de colegas que eram titulares.
Em 1950, finalmente é eleito deputado estadual, novamente pelo PSD, tendo exercido durante dois anos o seu mandato na Assembléia Legislativa do Estado da Bahia, inclusive assumindo a vice-presidência da Comissão de Educação, Cultura e Arte da ALBA, até que veio a falecer ainda no exercício do mandato parlamentar.

## Homenagens
- Existe um município baiano situado na Chapada Diamantina que foi batizado de Souto Soares.